# Брус-э-Вилларе
Брус-э-Вилларе́ (фр. Brousses-et-Villaret) — коммуна во Франции, находится в регионе Лангедок — Руссильон. Департамент коммуны — Од. Входит в состав кантона Сессак. Округ коммуны — Каркасон.
Код INSEE коммуны — 11052.

## Население
Население коммуны на 2008 год составляло 315 человек.
| 1962 | 1968 | 1975 | 1982 | 1990 | 1999 | 2008 |
| ---- | ---- | ---- | ---- | ---- | ---- | ---- |
| 190  | 207  | 227  | 222  | 254  | 307  | 315  |

## Экономика
В 2007 году среди 196 человек в трудоспособном возрасте (15—64 лет) 147 были экономически активными, 49 — неактивными (показатель активности — 75,0 %, в 1999 году было 64,0 %). Из 147 активных работали 127 человек (68 мужчин и 59 женщин), безработных было 20 (12 мужчин и 8 женщин). Среди 49 неактивных 14 человек были учениками или студентами, 21 — пенсионерами, 14 были неактивными по другим причинам.

## Достопримечательности
- Церковь Вознесения Св. Марии
- Старая приходская церковь Сент-Этьен
- Часовня Сент-Этьен
- Кресты
- Военный мемориал
- Бумажная фабрика
- Фонтан
- Прачечная 1845 года

## Фотогалерея

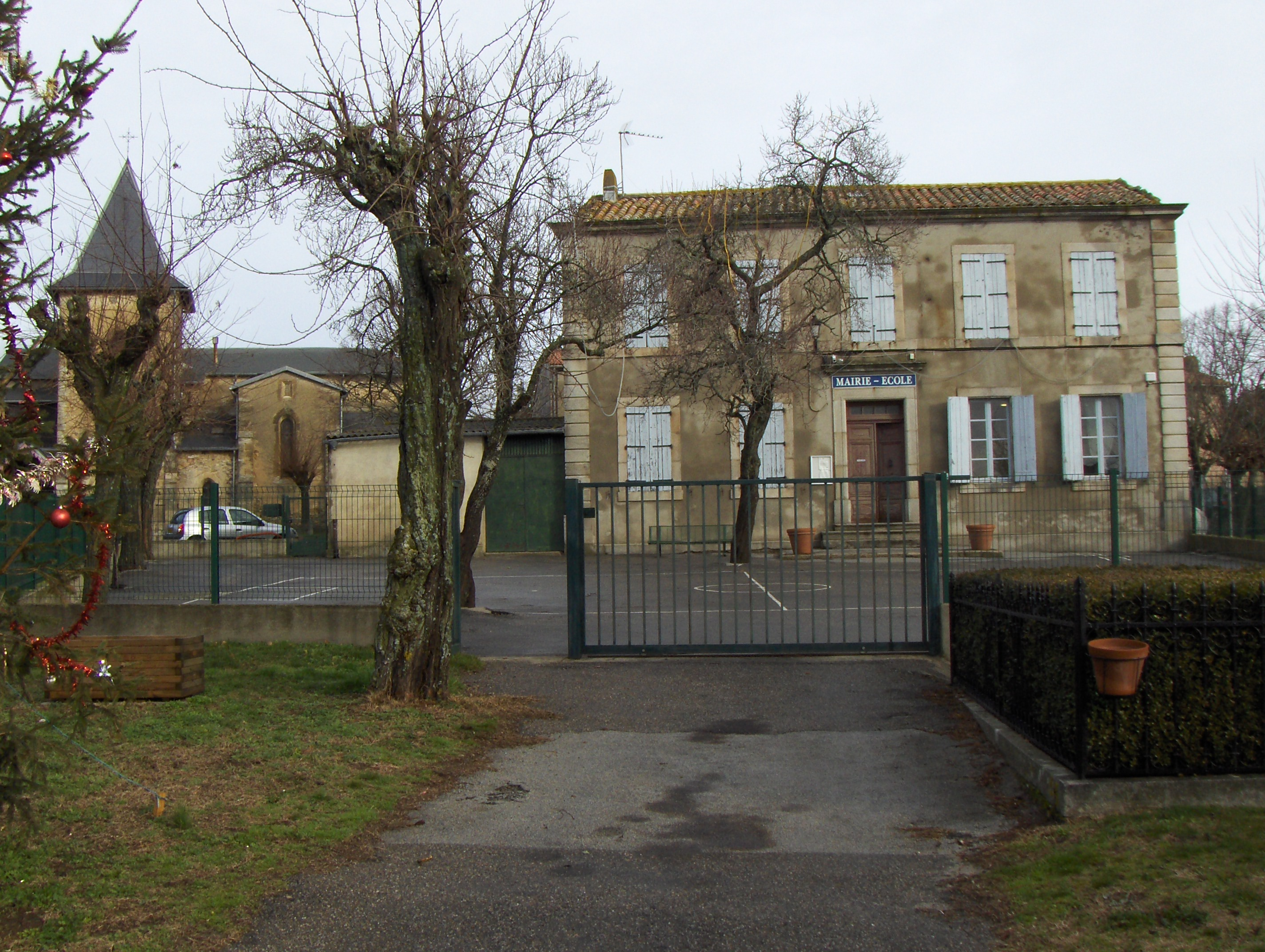
Ратуша
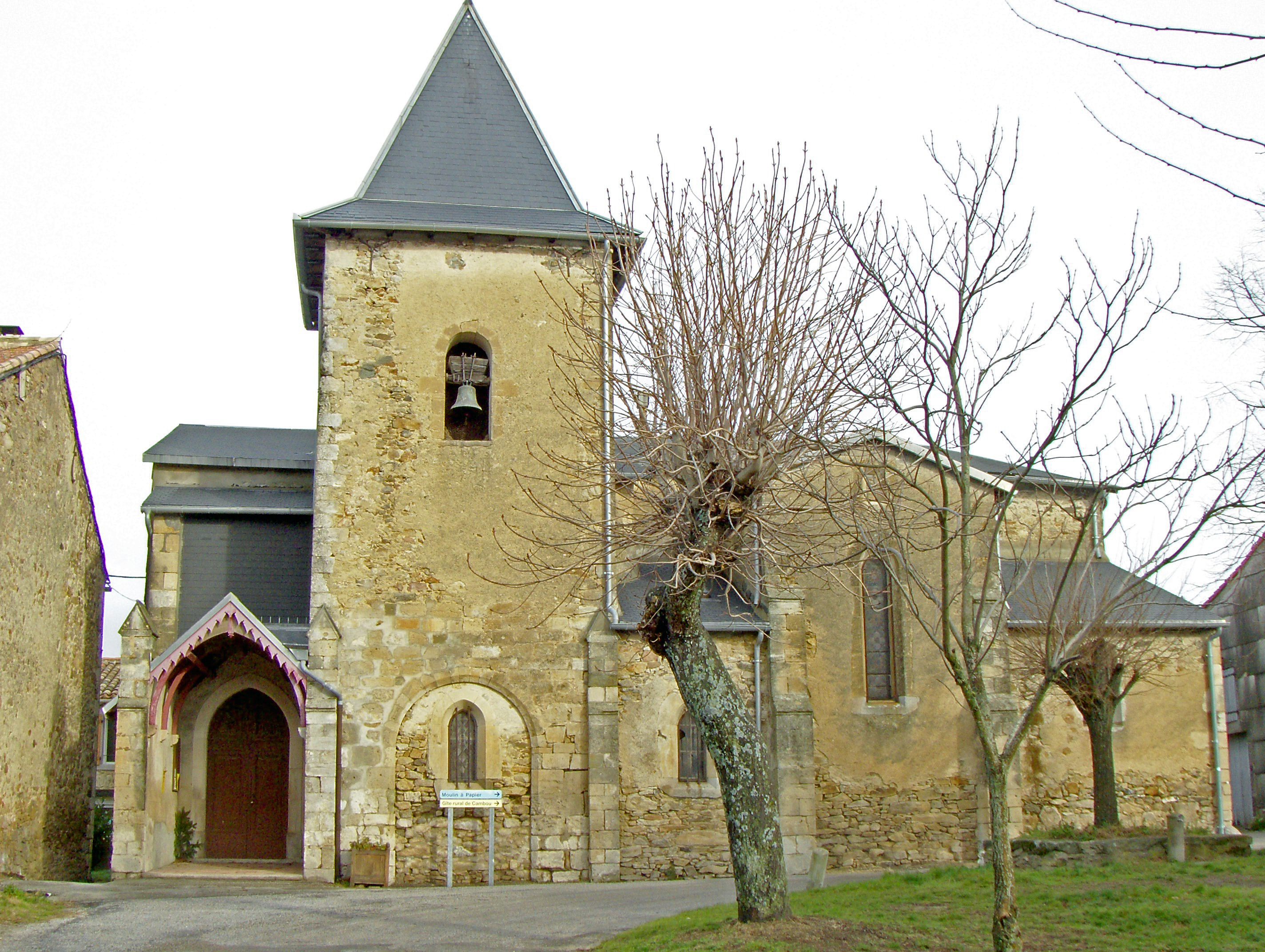
Церковь Вознесения Св. Марии
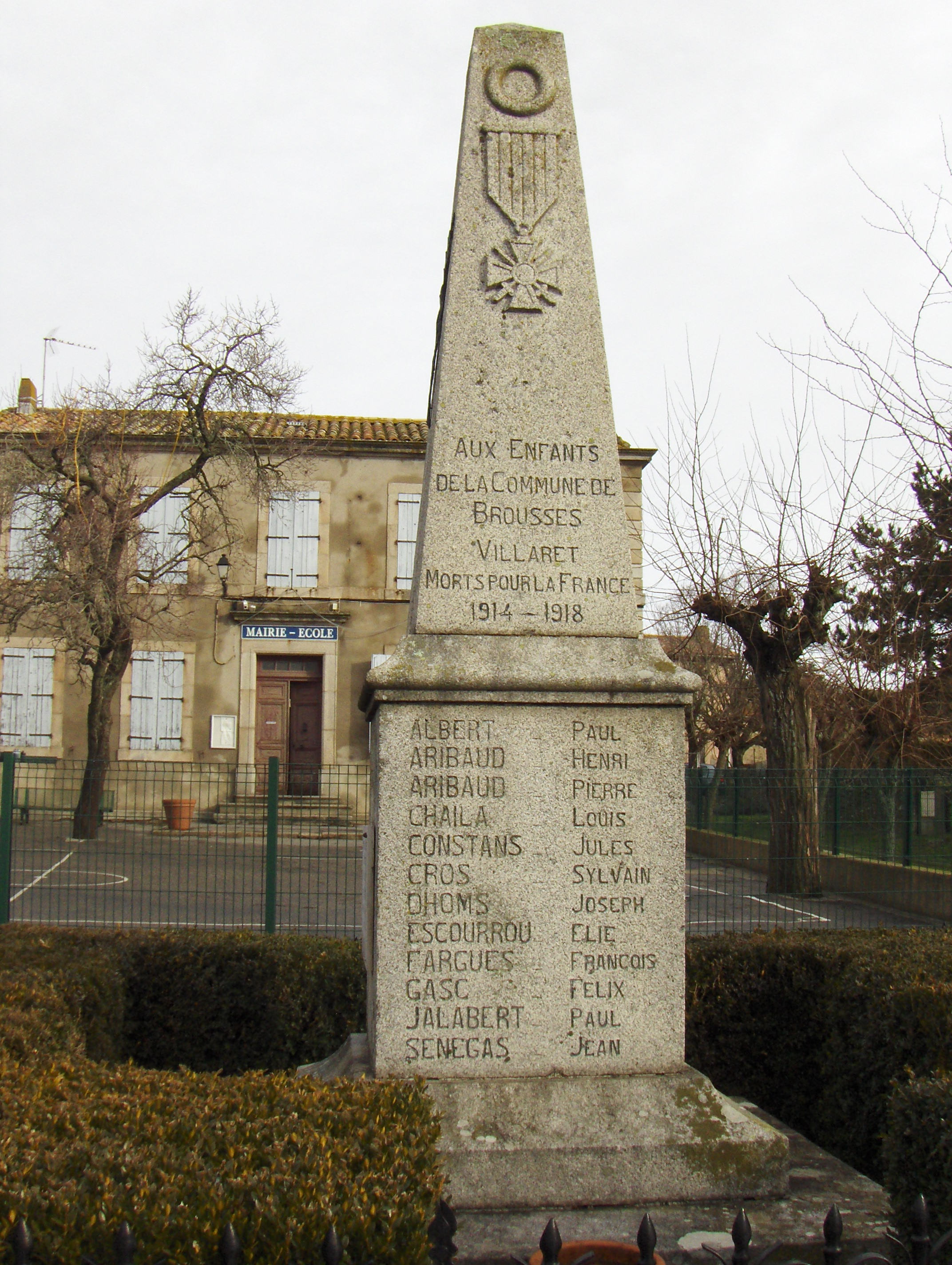
Военный мемориал
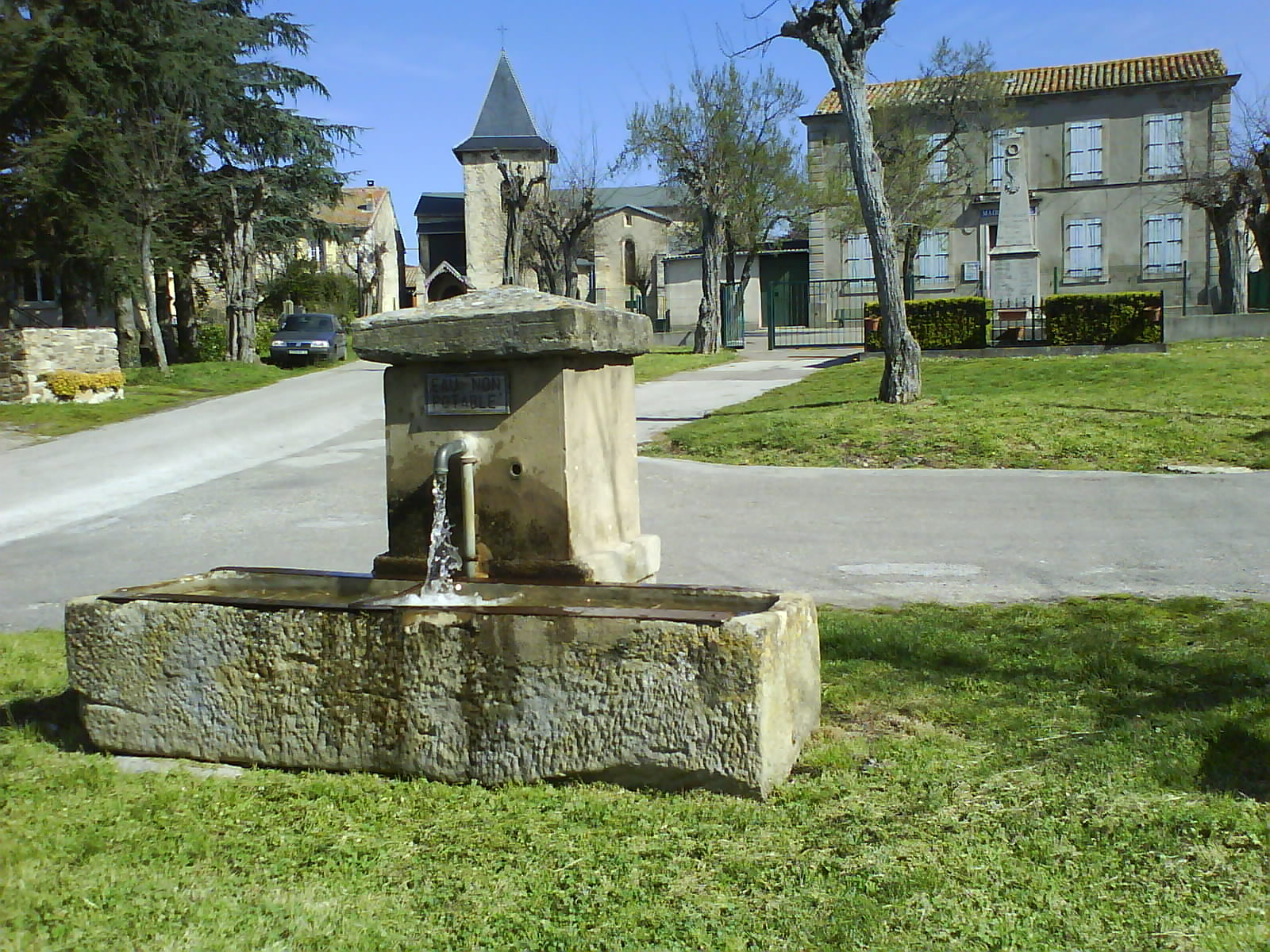
Фонтан
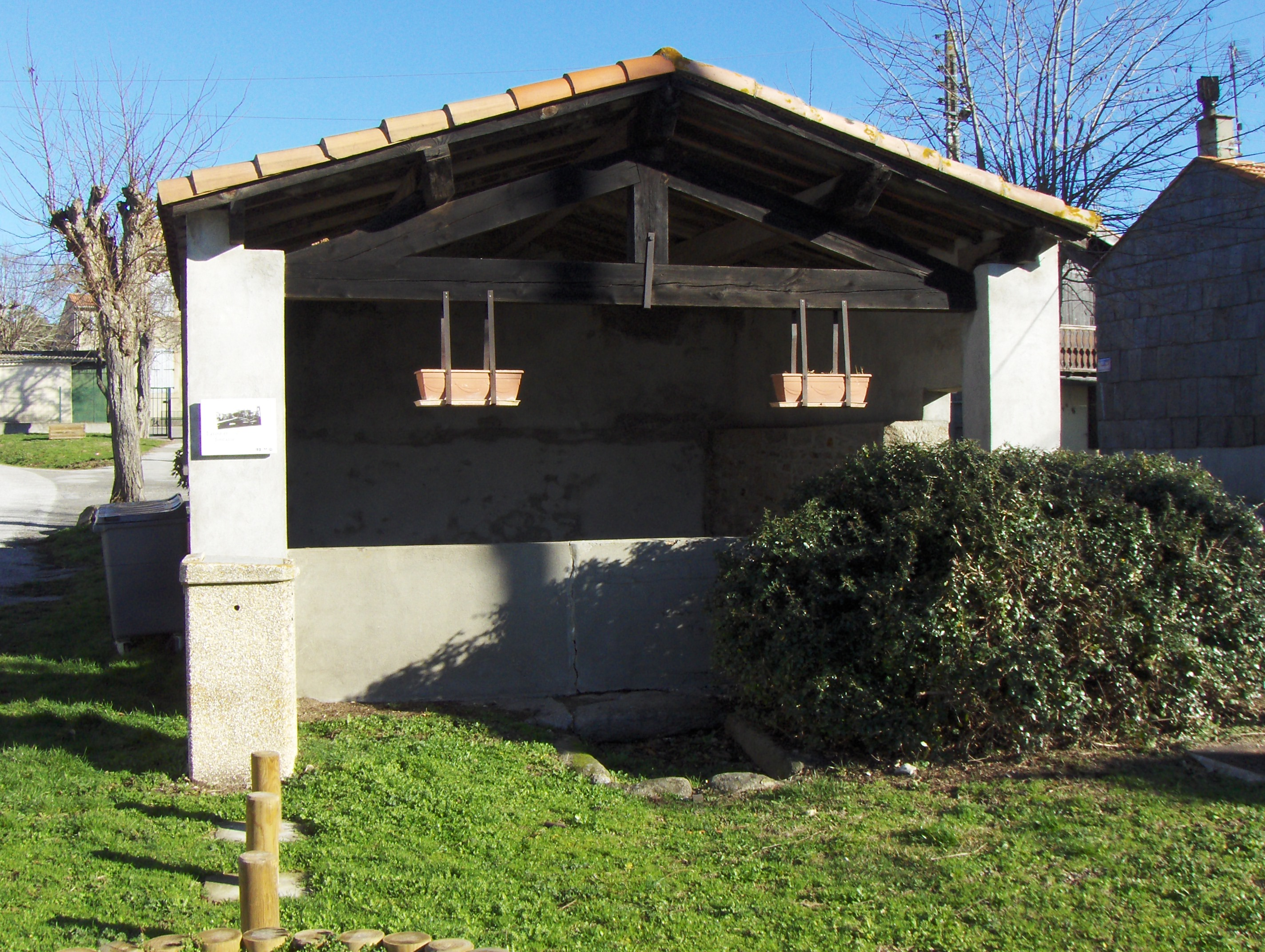
Прачечная